# Jana Beuschlein
Jana Beuschlein (* 4. Oktober 1995 in Wertheim) ist eine deutsche Fußballspielerin, die seit der Saison 2023/24 beim VfB Stuttgart unter Vertrag steht.

## Karriere
Beuschlein begann in Kembach beim dort ansässigen Mehrspartensportverein TSV Kembach mit dem Fußballspielen. Im Alter von 15 Jahren gelangte sie in die Jugendabteilung der TSG 1899 Hoffenheim, für deren B-Jugendmannschaft sie eine Saison lang spielte, bevor sie zur B-Jugendmannschaft des ETSV Würzburg stieß und ebenfalls eine Saison dort verbrachte.
Mit Saisonbeginn 2012/13 in die Erste Mannschaft aufgerückt, kam sie für diese in der Gruppe Süd der seinerzeit zweigleisigen 2. Bundesliga in 19 Punktspielen zum Einsatz. Ihr Debüt in der Spielklasse gab sie am 2. September 2012 (1. Spieltag) bei der 3:4-Niederlage im Heimspiel gegen den 1. FC Saarbrücken mit Einwechslung in der 83. Minute für Jovana Markovic. Ihr erstes von zwei Saisontoren erzielte sie am 17. Februar 2013 (nachgeholter 8. Spieltag) beim 1:1 im Heimspiel gegen den TSV Crailsheim mit dem Treffer zum Endstand in der 78. Minute. Des Weiteren kam sie in vier Spielen des DFB-Pokal-Wettbewerbs zum Einsatz, in denen sie drei Tore erzielte.
Zur Saison 2014/15 nach Hoffenheim zurückgekehrt, spielte sie für deren Zweite Mannschaft in der 2. Bundesliga Süd. Bis zum Saisonende 2017/18, als ihr Verein als Neuling in die Spielklasse gestartet war und danach dreimal in Folge die regionale Meisterschaft gewann, hatte sie 46 Tore in 79 Punktspielen erzielt. Während ihrer Vereinszugehörigkeit kam sie vom 22. April 2018 bis zum 6. Juni 2021 in 60 Bundesligaspielen der ersten Mannschaft zum Einsatz, in denen sie acht Tore erzielte. Des Weiteren wurde sie in insgesamt acht Spielen des DFB-Pokal-Wettbewerbs eingesetzt, in denen sie mit drei Toren erfolgreich war.
Anschließend verbrachte sie zwei Jahre im Rheinland, sie wurde vom 1. FC Köln unter Vertrag genommen, für deren Zweitvertretung sie einzig am 29. Mai 2022 in der drittklassigen Regionalliga West, beim 7:1-Sieg im Auswärtsspiel gegen die SpVg Berghofen, spielte. Für die Erstvertretung wurde sie 19 Mal in der Bundesliga eingesetzt, in denen ihr ein Tor gelang.
Vom Rhein an den Neckar gelangt, unterzeichnete sie am 5. Juli 2023 einen Vertrag mit dem VfB Stuttgart, der im Juni 2021 erstmals eine Frauenfußballabteilung gegründet hatte. In der viertklassigen Oberliga Baden-Württemberg soll sie den Verein zunächst drei Jahre lang unterstützen.

## Erfolge
- Torschützenkönigin 2. Bundesliga 2018 (18 Tore; gemeinsam mit Jacqueline de Backer – 1. FC Saarbrücken)